# Wilhelm August Graah
Pour les articles homonymes, voir Grah.
Wilhelm August Graah (Copenhague, 24 octobre 1793- Copenhague, 16 septembre 1863) est un navigateur et explorateur danois.

## Biographie
De 1821 à 1829, Wilhelm August Graah voyage au Groenland dans le but de vérifier le périple des frères Zeno et étudie tout le littoral du cap Farvel jusqu'à Upernavik puis jusqu’à l’île Dannebrog. Dans des conditions difficiles, il effectue son travail pour la plupart du temps seul avec quelques Inuits. Il établit en outre le premier recensement général des indigènes, analyse les ressources du pays et dresse une carte où il précise la constitution géologiques. Il découvre aussi d'importantes ruines des premiers établissements des colons norvégiens.

## Publication
- (en) Narrative of an Expedition to the East Coast of Greenland (Londres, 1837), traduction de Undersøgelses-Reise til Østkysten af Grønland, efter kongelig Befaling udført i Aarene 1828-31 (1832).